# Silver Charm
Silver Charm (né le 22 février 1994) est un cheval de course Pur-sang américain, membre du Hall of Fame des courses américaines. 

## Carrière de courses
Né et élevé en Floride, Silver Charm est acquis au début de son année de 2 ans pour $ 85 000 par l'entraîneur Bob Baffert, qui le revend à Robert Lewis, qui a fait fortune dans la brasserie et investit massivement dans les chevaux de course depuis le début des années 90, récompensé par les succès de Timber County ou de Serena's Song. Bob Baffert conserve le poulain gris à l'entraînement et le fait débuter en Californie en octobre 1996. Décrochant son maiden à sa seconde tentative, Silver Charm conclut sa saison par un succès dans le Del Mar Futurity.
En 1997, Silver Charm s'impose face à Free House pour sa rentrée mais doit s'incliner par deux fois face à celui-ci dans les San Felipe Stakes, puis, d'un souffle, dans le Santa Anita Derby, monté pour la première fois par celui qui deviendra ensuite son unique partenaire, le jockey Gary Stevens. Cette dernière performance lui ouvre les portes à une participation au Kentucky Derby, où il fait toutefois figure de seconde chance. Mais Silver Charm surprend et s'impose, d'une tête, devant Captain Bodgit, qui venait d'enchaîner les Wood Memorial Stakes et le Florida Derby, et Free House. Dans les Preakness Stakes, il réédite à l'issue d'une vive lutte au bout de laquelle il devance, d'une tête, Free House qui a placé la sienne devant celle de Captain Bodgit. Ce dernier, blessé, ne paraîtra plus en compétition, mais Silver Charm et Free House se retrouvent au départ des Belmont Stakes avec la perspective, pour le poulain gris, de devenir le douzième lauréat de la Triple Couronne, le premier depuis Affirmed en 1978. Il n'en sera pas loin : terminant une longueur devant son rival Free House, il doit baisser pavillon face à un troisième larron, Touch Gold, quatrième dans les Preakness Stakes, mais qui semble avoir trouvé les 2 400 mètres de Belmont Park plus à sa convenance que lui. Silver Charm rejoint le club des loseurs magnifiques Spectacular Bid, Pleasant Colony, Alysheba et Sunday Silence, celui des "presque détenteurs" de la Triple Couronne, ceux qui ont remporté les deux premières manches, mais pas la troisième. Cela vaut bien le titre de meilleur 3 ans de l'année, mais pas celui, suprême, de "Horse of the year", ravi cette année-là, une fois n'est pas coutume, par un 2 ans, Favorite Trick, Silver Charm terminant quatrième du scrutin derrière les chevaux d'âge Skip Away et Gentlemen.
Resté à l'entraînement à 4, Silver Charm vise la troisième édition de la richissime Dubaï World Cup, dont la première a été remportée par le crack Cigar. Deux victoires à Santa Anita en tout début d'année le mettent dans les meilleurs dispositions et, comme d'habitude, Silver Charm lutte jusqu'au bout pour devancer les Français Swain et Loup Sauvage, qui tous deux découvraient le dirt (les Européens courant exclusivement sur gazon). De retour en juin, il est battu par Awesome Again dans le Stephen Foster Handicap puis subit le premier véritable échec de sa carrière, lorsqu'il termine dernier décollé d'un groupe 3 disputé à Del Mar. Mais ses deux succès suivants rassurent, notamment celui contre son ancien rival Free House dans le Goodwood Breeders' Cup Handicap, et le voilà prêt à défier, dans une formidable édition de la Breeders' Cup Classic, Awesome Again, Victory Gallop (formidable rival de Real Quiet, le grand absent du jour, dans la Triple Couronne), Swain son dauphin de Nad Al Sheba, le champion Skip Away, ou encore Touch Gold, qu'il retrouve et qui a depuis enlevé les Haskell Invitational Stakes. Silver Charm les devance tous, sauf sa bête noire Awesome Again qui le domine pour la seconde fois. 
À 5 ans, Silver Charm a perdu de sa superbe. Certes il rentre victorieusement dans un groupe 2 californien, mais il est nettement défait ensuite dans le Donn Handicap, et ses retrouvailles dans le Santa Anita Handicap avec son vieux copain Free House se soldent par une troisième place. Il tente néanmoins le doublé dans la Dubaï World Cup, mais ne peut y faire mieux que sixième, loin derrière le vainqueur du jour, l'Anglais Almutawakel, qui l'emporte devant Malek et Victory Gallop. Une dernière tentative, en juin, dans le Stephen Foster Handicap, apanage de Victory Gallop, confirme que Silver Charm a perdu la flamme, et le beau gris est envoyé au haras. 
Introduit au Hall of Fame des courses américaines en 2007, Silver Charm figure à la 63e place sur la liste des 100 meilleurs chevaux de sport hippique américain du XXe siècle établie en 1999 par le magazine The Blood-Horse.

### Résumé de carrière
| Date         | Hippodrome      | Pays        | Course                            | Statut      | Distance    | Jockey      | Place       | Écart       | Vainqueur ou deuxième |
| 1996, 2 ans  | 1996, 2 ans     | 1996, 2 ans | 1996, 2 ans                       | 1996, 2 ans | 1996, 2 ans | 1996, 2 ans | 1996, 2 ans | 1996, 2 ans | 1996, 2 ans           |
| ------------ | --------------- | ----------- | --------------------------------- | ----------- | ----------- | ----------- | ----------- | ----------- | --------------------- |
| 8 octobre    | Del Mar         | États-Unis  | Maiden                            |             | 1 200 m     | D. Flores   | 2e / 8      | 4           | Deeds Not Words       |
| 24 août      | Del Mar         | États-Unis  | Maiden                            |             | 1 100 m     | D. Flores   | 1er / 8     | 1 ¼         | Gold Tribute          |
| 11 septembre | Del Mar         | États-Unis  | Del Mar Futurity                  | Gr. 2       | 1 400 m     | D. Flores   | 1er / 7     | tête        | Gold Tribute          |
| 1997, 3 ans  |                 |             |                                   |             |             |             |             |             |                       |
| 8 février    | Santa Anita     | États-Unis  | San Vicente Stakes                | Gr. 3       | 1 400 m     | C. McCarron | 1er / 9     | 1 ¾         | Free House            |
| 16 mars      | Santa Anita     | États-Unis  | San Felipe Stakes                 | Gr. 2       | 1 700 m     | C. McCarron | 2e / 9      | 3/4         | Free House            |
| 5 avril      | Santa Anita     | États-Unis  | Santa Anita Derby                 | Gr. 1       | 1 800 m     | G. Stevens  | 2e / 10     | tête        | Free House            |
| 3 mai        | Churchill Downs | États-Unis  | Kentucky Derby                    | Gr. 1       | 2 000 m     | G. Stevens  | 1er / 13    | tête        | Captain Bodgit        |
| 17 mai       | Pimlico         | États-Unis  | Preakness Stakes                  | Gr. 1       | 1 900 m     | G. Stevens  | 1er / 10    | tête        | Free House            |
| 7 juin       | Belmont Park    | États-Unis  | Belmont Stakes                    | Gr. 1       | 2 400 m     | G. Stevens  | 2e / 7      | 3/4         | Touch Gold            |
| 26 décembre  | Santa Anita     | États-Unis  | Malibu Stakes                     | Gr. 1       | 1 400 m     | G. Stevens  | 2e / 9      | 1/2         | Lord Grillo           |
| 1998, 4 ans  |                 |             |                                   |             |             |             |             |             |                       |
| 17 janvier   | Santa Anita     | États-Unis  | San Fernando Breeders' Cup Stakes | Gr. 2       | 1 700 m     | G. Stevens  | 1er / 4     | 1           | Mud Route             |
| 7 février    | Santa Anita     | États-Unis  | Straub Stakes                     | Gr. 2       | 1 800 m     | G. Stevens  | 1er / 6     | 4           | Mud Route             |
| 28 mars      | Nad Al Sheba    | Dubaï       | Dubai World Cup                   | Gr. 1       | 2 000 m     | G. Stevens  | 1er / 9     | cte tête    | Swain                 |
| 13 juin      | Churchill Downs | États-Unis  | Stephen Foster Handicap           | Gr. 2       | 1 800 m     | G. Stevens  | 2e / 7      | 1           | Awesome Again         |
| 25 juillet   | Del Mar         | États-Unis  | San Diego Handicap                | Gr. 3       | 1 700 m     | G. Stevens  | 5e / 5      | 27          | Mud Roufe             |
| 26 septembre | Turfway Park    | États-Unis  | Kentucky Cup Classic Handicap     | Gr. 3       | 1 800 m     | G. Stevens  | 1er / 5     | dead-heat   | Wild Rush             |
| 17 octobre   | Santa Anita     | États-Unis  | Goodwood Breeders' Cup Handicap   | Gr. 2       | 1 800 m     | G. Stevens  | 1er / 6     | 2 ½         | Free House            |
| 7 novembre   | Churchill Downs | États-Unis  | Breeders' Cup Classic             | Gr. 1       | 2 000 m     | G. Stevens  | 2e / 10     | 3/4         | Awesome Again         |
| 27 novembre  | Churchill Downs | États-Unis  | Clark Handicap                    | Gr. 2       | 1 800 m     | G. Stevens  | 1er / 8     | tête        | Little Bit Lively     |
| 1999, 5 ans  |                 |             |                                   |             |             |             |             |             |                       |
| 10 janvier   | Santa Anita     | États-Unis  | San Pascal Handicap               | Gr. 2       | 1 700 m     | G. Stevens  | 1er / 5     | 1 ¼         | Malek                 |
| 30 janvier   | Gulfstream Park | États-Unis  | Donn Handicap                     | Gr. 1       | 1 800 m     | G. Stevens  | 3e / 12     | 5 ¼         | Puerto Madero         |
| 6 mars       | Santa Anita     | États-Unis  | Santa Anita Handicap              | Gr. 1       | 2 000 m     | G. Stevens  | 3e / 6      | 1           | Free House            |
| 28 mars      | Nad Al Sheba    | Dubaï       | Dubai World Cup                   | Gr. 1       | 2 000 m     | G. Stevens  | 6e / 8      | 14          | Almutawakel           |
| 12 juin      | Churchill Downs | États-Unis  | Stephen Foster Handicap           | Gr. 2       | 1 800 m     | G. Stevens  | 4e / 7      | 8 ½         | Victory Gallop        |

## Au haras

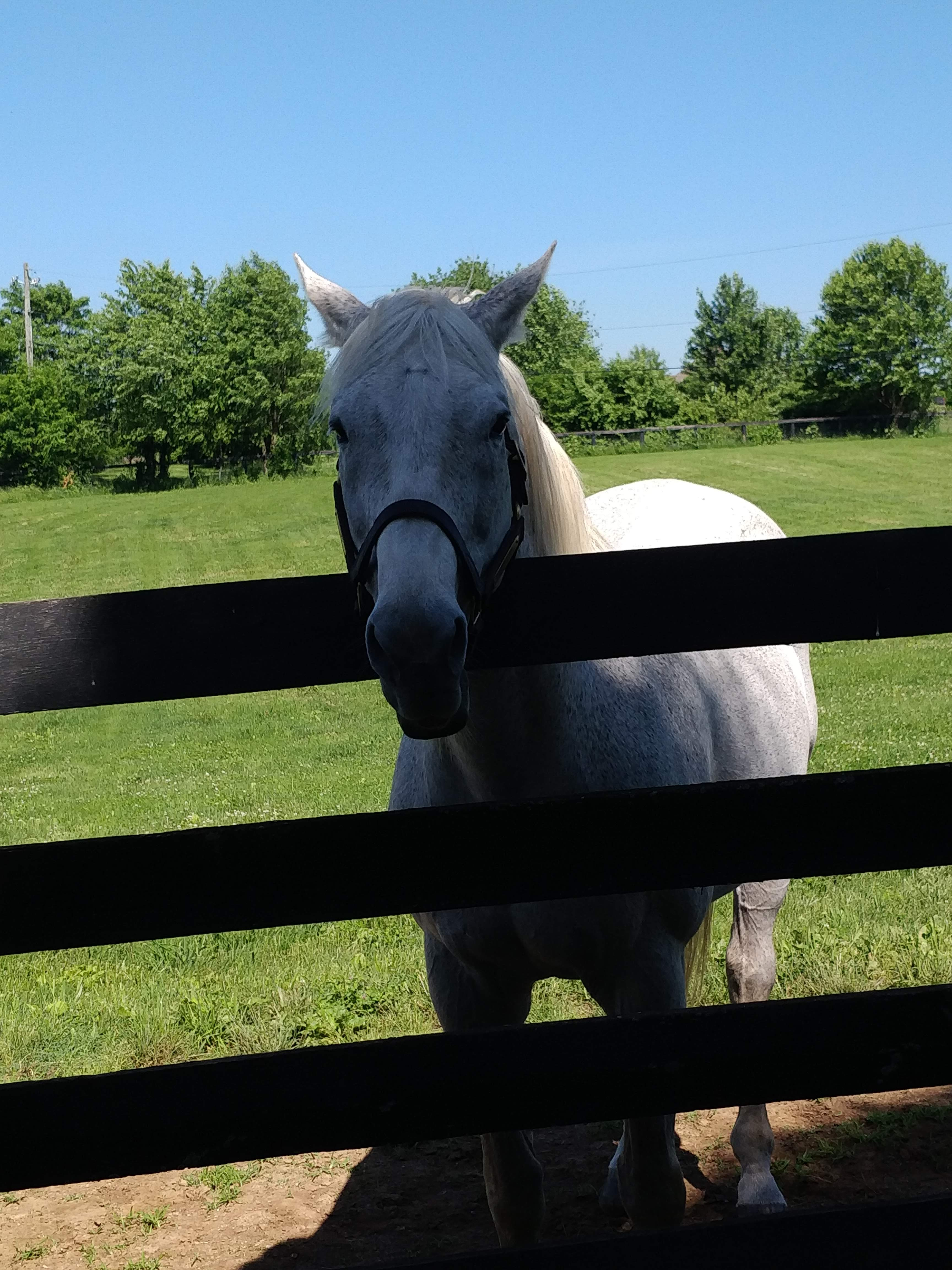
Silver Charm à la Old Friends Equine Farm en 2006

Retiré au grand haras Three Chimneys Farm dans le Kentucky, Silver Charm est proposé à $ 25 000 pour sa première année de monte. Mais il se révèle un piètre étalon et, en 2004, il est envoyé à Shizunai Stallion Station, au Japon. À l'époque, l'affaire Ferdinand est encore dans toutes les têtes : ce lauréat du Kentucky Derby et de la Breeders' Cup Classic, avait achevé sa carrière d'étalon au Japon et, ne trouvant preneur pour sa retraite, avait été cédé à un marchand de chevaux qui l'avait envoyé à l'abattoir, sans que les anciens propriétaires du champion n'aient eu connaissance de son funeste destin. À la suite de ce scandale, un « Fonds Ferdinand » a été créé, permettant à l'association des propriétaires et éleveurs new yorkais d'inclure dans le contrat de vente une clause permettant de racheter un étalon pour sa retraite. C'est ainsi que Silver Charm, encore moins en réussite au Japon (où il fut trimballé dans trois haras pour ne produire que 149 poulains en dix ans), qu'il ne le fut aux États-Unis, rentra au pays natal en 2014 pour finir ses jours à la Old Friends Equine Farm dans le Kentucky, une sorte de maison de retraite pour champions ouverte au public, et où il retrouva celui qui le priva de la Triple Couronne, Touch Gold. Il était encore, en 2023 et à 29 ans, le plus vieux vainqueur de Derby-winner en vie. 

## Origines
Silver Charm doit sa robe grise à Silver Buck, vainqueur du Whitney Handicap et du Suburban Handicap en 1982, deuxième du Metropolitan Handicap et des Woodward Stakes la même année, dont il est, de loin, le meilleur produit. Sa mère, Bonnie's Poker, courut pas moins de 63 fois, pour 11 victoires et 150 000 dollars de gains. Elle a donné quelques vainqueurs, mais aucun cheval de haut niveau.   

### Pedigree
| Origines de Silver Charm (USA), mâle gris né en 1994 | Origines de Silver Charm (USA), mâle gris né en 1994 | Origines de Silver Charm (USA), mâle gris né en 1994 | Origines de Silver Charm (USA), mâle gris né en 1994 |
| ---------------------------------------------------- | ---------------------------------------------------- | ---------------------------------------------------- | ---------------------------------------------------- |
| Père Silver Buck 1978                                | Buckpasser 1963                                      | Tom Fool 1949                                        | Menow                                                |
| Père Silver Buck 1978                                | Buckpasser 1963                                      | Tom Fool 1949                                        | Gaga                                                 |
| Père Silver Buck 1978                                | Buckpasser 1963                                      | Busanda 1947                                         | War Admiral                                          |
| Père Silver Buck 1978                                | Buckpasser 1963                                      | Busanda 1947                                         | Businesslike                                         |
| Père Silver Buck 1978                                | Silver True 1964                                     | Hail To Reason 1958                                  | Turn-To                                              |
| Père Silver Buck 1978                                | Silver True 1964                                     | Hail To Reason 1958                                  | Nothirdchance                                        |
| Père Silver Buck 1978                                | Silver True 1964                                     | Silver Fog 1944                                      | Mahmoud                                              |
| Père Silver Buck 1978                                | Silver True 1964                                     | Silver Fog 1944                                      | Equilette                                            |
| Mère Bonnie's Poker 1982                             | Poker 1963                                           | Round Table 1954                                     | Princequillo                                         |
| Mère Bonnie's Poker 1982                             | Poker 1963                                           | Round Table 1954                                     | Knights Daughter                                     |
| Mère Bonnie's Poker 1982                             | Poker 1963                                           | Glamour bay 1953                                     | Nasrullah                                            |
| Mère Bonnie's Poker 1982                             | Poker 1963                                           | Glamour bay 1953                                     | Striking                                             |
| Mère Bonnie's Poker 1982                             | What A Surprise 1968                                 | Wise Margin 1950                                     | Market Wise                                          |
| Mère Bonnie's Poker 1982                             | What A Surprise 1968                                 | Wise Margin 1950                                     | One Ripple                                           |
| Mère Bonnie's Poker 1982                             | What A Surprise 1968                                 | Militant Miss 1951                                   | Faultless                                            |
| Mère Bonnie's Poker 1982                             | What A Surprise 1968                                 | Militant Miss 1951                                   | Miss Militant (famille 3-l)                          |